# پل افسوس

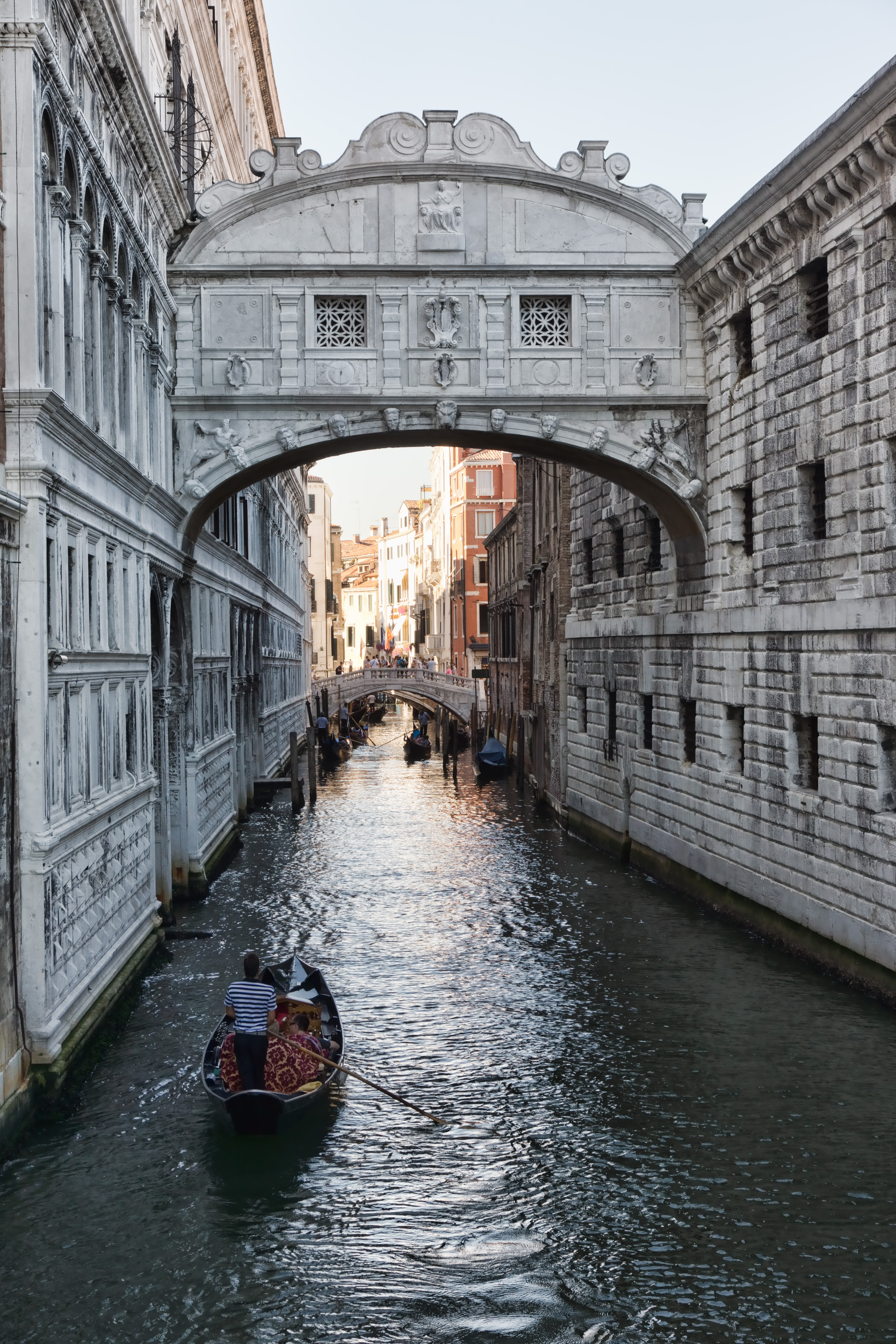
پل آه، اوت ۲۰۱۳

پل آه یا پل افسوس (ایتالیایی: Ponte dei Sospiri) پلی سرپوشیده در ونیز است که از سنگ آهک سفید ساخته شده و با پنجره‌هایی پوشیده از نقوش سنگی، محصور بین دیوارهاست. پل بر رودخانهٔ ریو دی پالاتزو بنا شده و زندان جدید (Prigioni Nuove) را به اتاق‌های بازجویی در قصر دوک متصل می‌کند. طراح پل آنتونیو کونتینو بود که آن را سال ۱۶۰۰ ساخت.
«پل آه» را نخستین بار لرد بایرون در قرن نوزدهم به این نام (Bridge of Sighs) خواند؛ دلیلش این بود که پنجره‌های پل آخرین روزنه‌هایی بود که زندانی می‌توانست شهر زیبای ونیز را قبل از ورود به سلول ببیند. واقعیت این است که در زمان ساخته شدن پل دیگر بساط بازجویی‌ها و اعدام‌های بی‌محاکمه برچیده شده بود و سلول‌های کاخ صرفاً محلی برای نگهداری خلاف‌کاران خرده‌پا بودند؛ وانگهی از آن پنجره‌های سنگ‌پوش چیز زیادی هم از شهر قابل رؤیت نیست.
بنا بر یک افسانهٔ محلی اگر عشاق هنگام غروب یعنی وقتی ناقوس برج کلیسای سنت مارک به صدا درمی‌آید، روی یک گوندولا، زیر پل آه یکدیگر را ببوسند، به آن‌ها عشق و سعادت ابدی ارزانی داشته خواهد شد. این افسانه سال ۱۹۷۹ دستمایه تولید فیلمی به نام یک عاشقانهٔ کوچک با شرکت لارنس اولیویه و دایان لین قرار گرفت.